# Valeriodes viridinigra
Valeriodes viridinigra là một loài bướm đêm trong họ Noctuidae.